# Crainvilliers
Crainvilliers ist eine französische Gemeinde im Département Vosges in der Region Grand Est (bis 2015 Lothringen). Sie gehört zum Kanton Vittel im Arrondissement Neufchâteau. Sie grenzt im Norden an Saulxures-lès-Bulgnéville, im Nordosten an Suriauville, im Südosten an Dombrot-le-Sec, im Süden an Martigny-les-Bains, im Westen an La Vacheresse-et-la-Rouillie und im Nordwesten an Saint-Ouen-lès-Parey.

## Bevölkerungsentwicklung
| Jahr      | 1962 | 1968 | 1975 | 1982 | 1990 | 1999 | 2008 | 2019 |
| --------- | ---- | ---- | ---- | ---- | ---- | ---- | ---- | ---- |
| Einwohner | 183  | 137  | 181  | 242  | 241  | 211  | 189  | 174  |

## Sehenswürdigkeiten
- Kirche Saint-Maurice
- Rathaus (Mairie), umgebaut aus einem alten Waschhaus

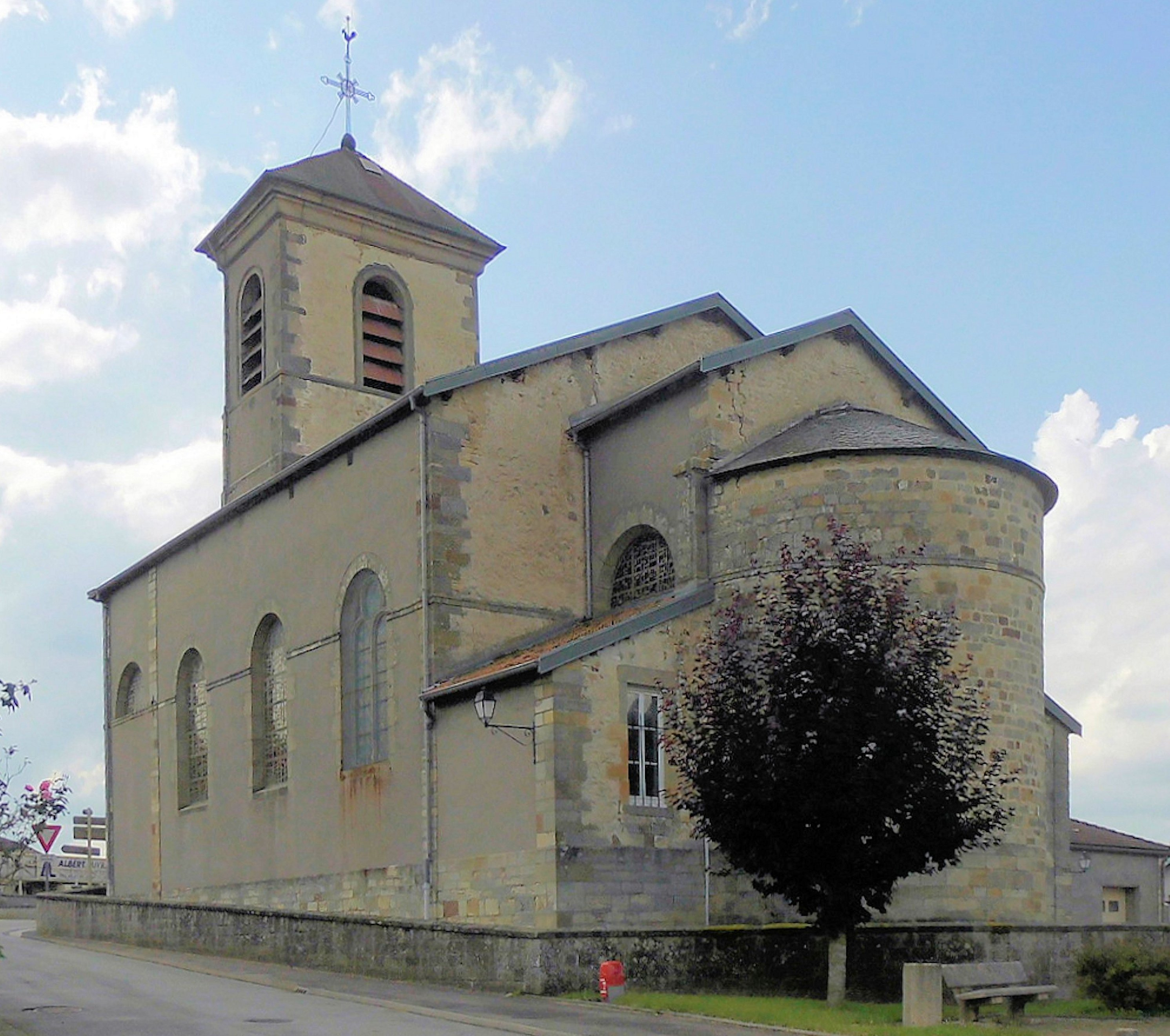
Kirche Saint-Maurice